# Kami (jeu vidéo)
Pour les articles homonymes, voir Kami.
Kami est un jeu vidéo de puzzle développé et édité par State of Play Games, sorti en 2013 sur Windows, Mac, Nintendo 3DS et iOS.
Il a pour suite Kami 2.

## Accueil
- Pocket Gamer : 8/10[1]

## Kami 2
La suite du jeu est sortie sur iOS le 29 mars 2017.
- Canard PC : 7/10[2]
- Pocket Gamer : 8/10[3]
- TouchArcade : 3,5/5[4]